# Cmentarz żydowski w Krościenku

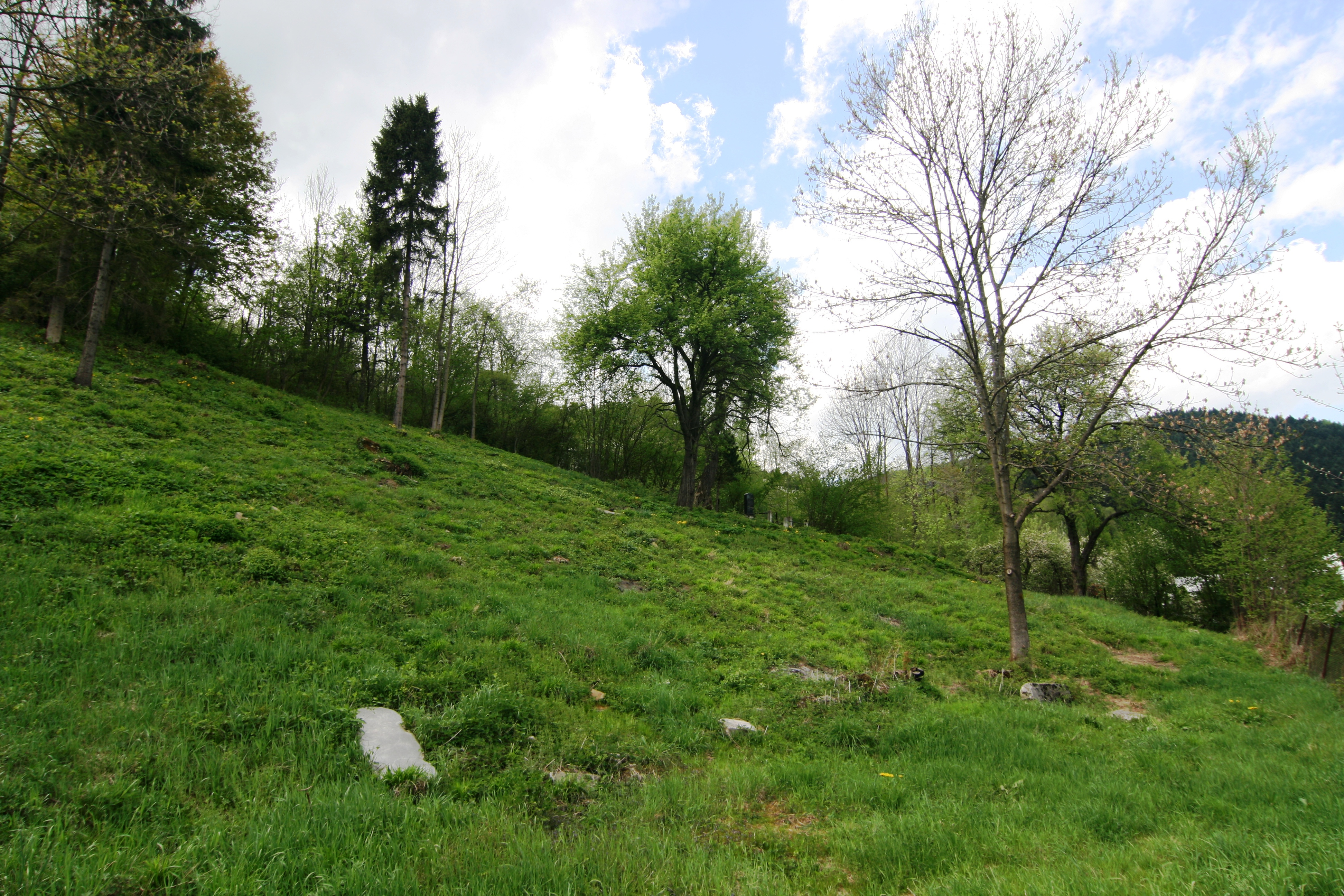
Ogólny widok cmentarza

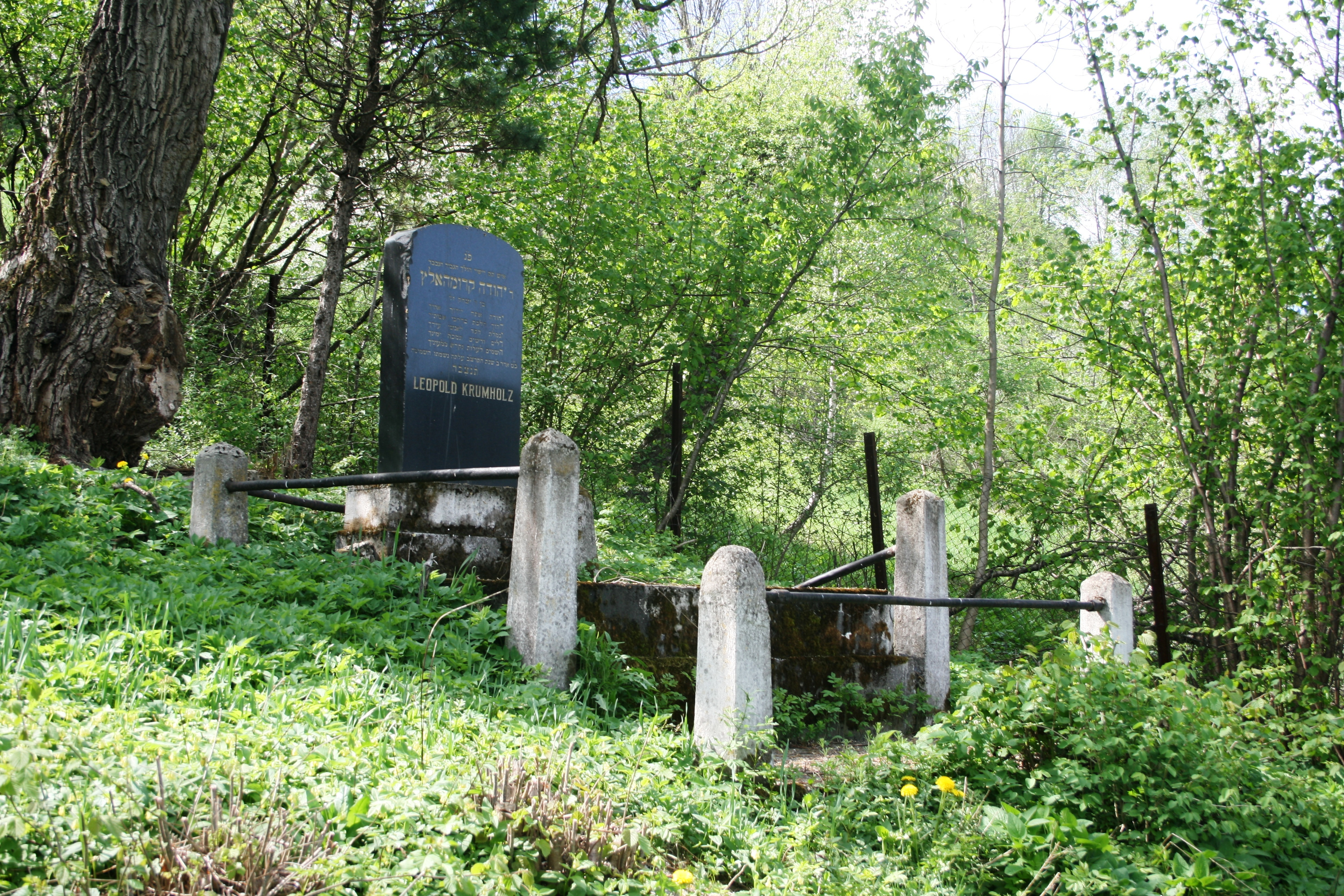
Jedyny w całości zachowany grobowiec na cmentarzu

Cmentarz żydowski w Krościenku – nieczynny cmentarz żydowski znajdujący się przy ul. Sobieskiego w Krościenku nad Dunajcem.
Nie jest wiadomo, kiedy dokładnie został założony.
W czasie II wojny światowej w masowym grobie na cmentarzu pochowano 130 ofiar masowych egzekucji z Krościenka, Szczawnicy i Ochotnicy dokonanych przez Niemców w kwietniu i czerwcu 1942 roku.
Przez kilkadziesiąt lat po wojnie cmentarz był zaniedbany i zapomniany. W 2018 roku dzięki inicjatywie i zaangażowaniu Dariusza Popieli oraz wsparciu finansowemu Fundacji Rodziny Nissenbaumów, Stowarzyszenia Żydowski Instytut Historyczny w Polsce oraz crowdfundingowi przywrócono pamięć o tym miejscu. Wykonano pomnik poświęcony tragedii tutejszej społeczności żydowskiej, zidentyfikowano i zabezpieczono masowe groby, ustawiono tablice informacyjno-edukacyjne. Cmentarz został ogrodzony.
Wskutek dewastacji z czasów II wojny światowej (hitlerowcy z części macew zrobili podłogę w magazynie płodów rolnych) w pozostałej części cmentarza do naszych czasów zachowały się jedynie:
- jedna leżąca w trawie macewa z inskrypcjami w języku polskim i hebrajskim[2]
- fragment płyty z napisem „1928”.

Na terenie cmentarza znajduje się okazały i nie zniszczony, bazaltowy grobowiec Leopolda Krumholza, z napisami jedynie w języku hebrajskim. Jest to nagrobek bogatego kupca ze Szczawnicy, który wystawił jego syn. Tekst jest następujący:

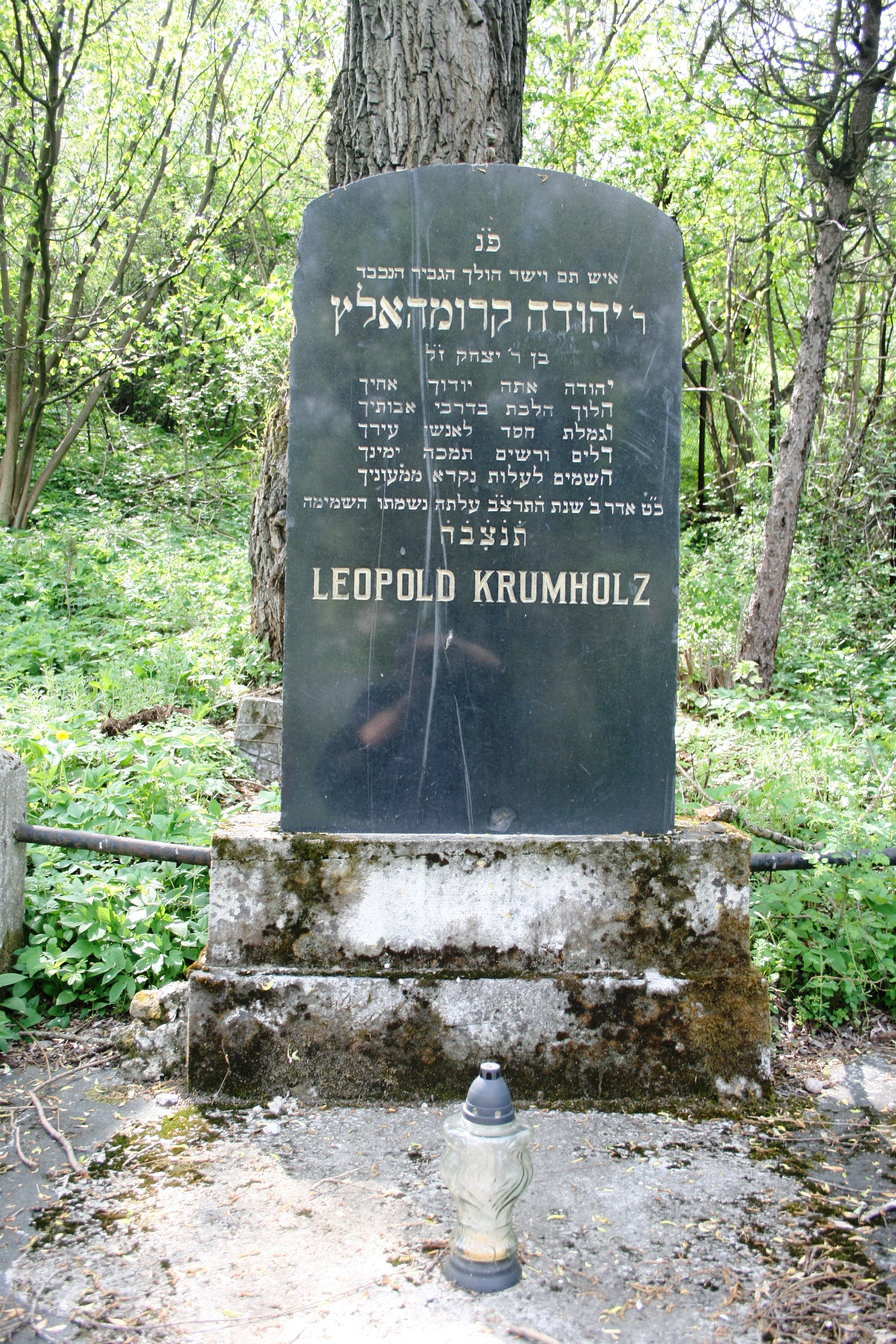
Grobowiec Leopolda Krumholza

 
Mąż nienaganny i sprawiedliwy, który przyszedł w mocy
JEHUDA KRUMHOLZ
syn Izaaka Zola
Judo ciebie będą sławić bracia twoi –
Twoje niezłomne kroczenie po drogach Twoich ojców;
Biednych i sprawiedliwych wspierała ręka twoja,
A nagrodą łaska dla mężów twojego miasta –
Niebiosa przyzywane ze świątyni do ofiar twoich.
Umarł w miesiącu Eder roku 5680 (czyli 1920)
LEOPOLD KRUMHOLZ
 